# United States Hockey Hall of Fame

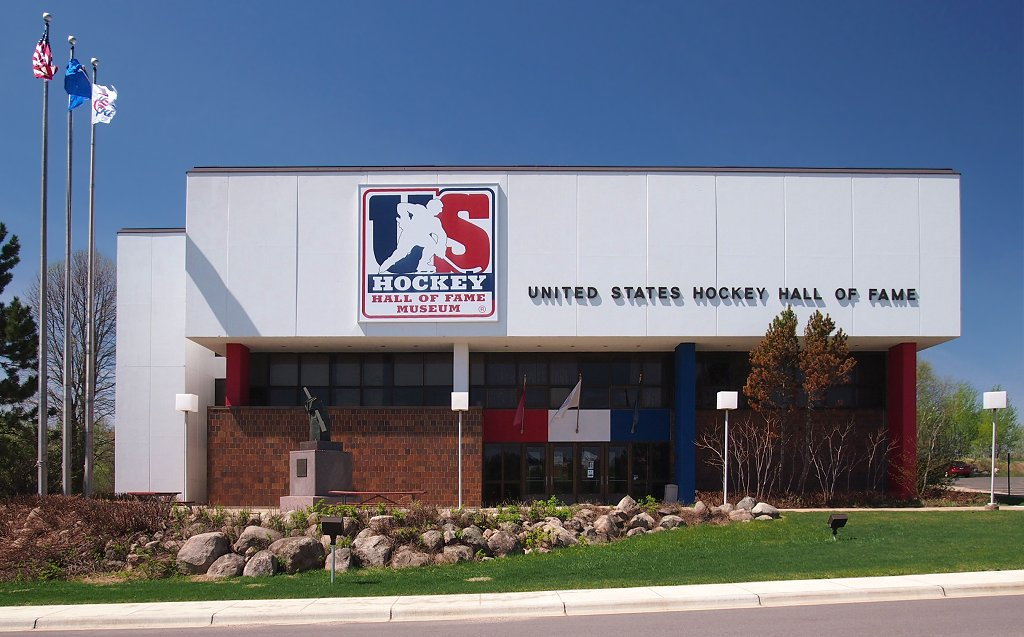
Außenfassade des United-States-Hockey-Hall-of-Fame-Museums

Die United States Hockey Hall of Fame ist die nationale Eishockey-Ruhmeshalle der Vereinigten Staaten mit Sitz in Eveleth im Bundesstaat Minnesota. In die Ruhmeshalle werden Personen aufgenommen, die sich um das Eishockey in den Vereinigten Staaten verdient gemacht haben. Zu diesen Personen gehören Spieler, Trainer, Schiedsrichter und Funktionäre, deren Verdienste in der Halle dargestellt sind. Die Ruhmeshalle wurde im Jahr 1973 mit der Aufnahme von 25 Persönlichkeiten ins Leben gerufen.

## Museum
Das United States Hockey Hall of Fame Museum befindet sich seit Gründung der Ruhmeshalle im Eveleth. Im Mai 2006 wurde bekannt, dass das Museum aufgrund der mäßigen Besucherzahlen in eine andere Stadt umziehen sollte, im Gespräch waren unter anderem die Twin Cities. Im Jahr 2007 einigten sich die Betreiber jedoch darauf, die Halle vorerst in Eveleth zu belassen und die weitere Entwicklung zu beobachten.

## Mitglieder der United States Hockey Hall of Fame
Mit den Aufnahmen des Jahres 2023 zählt die Hall of Fame 200 Mitglieder als Einzelpersonen sowie vier Mannschaften, die für ihre Verdienste um den Eishockeysport in den Vereinigten Staaten in die Ruhmeshalle aufgenommen wurden.

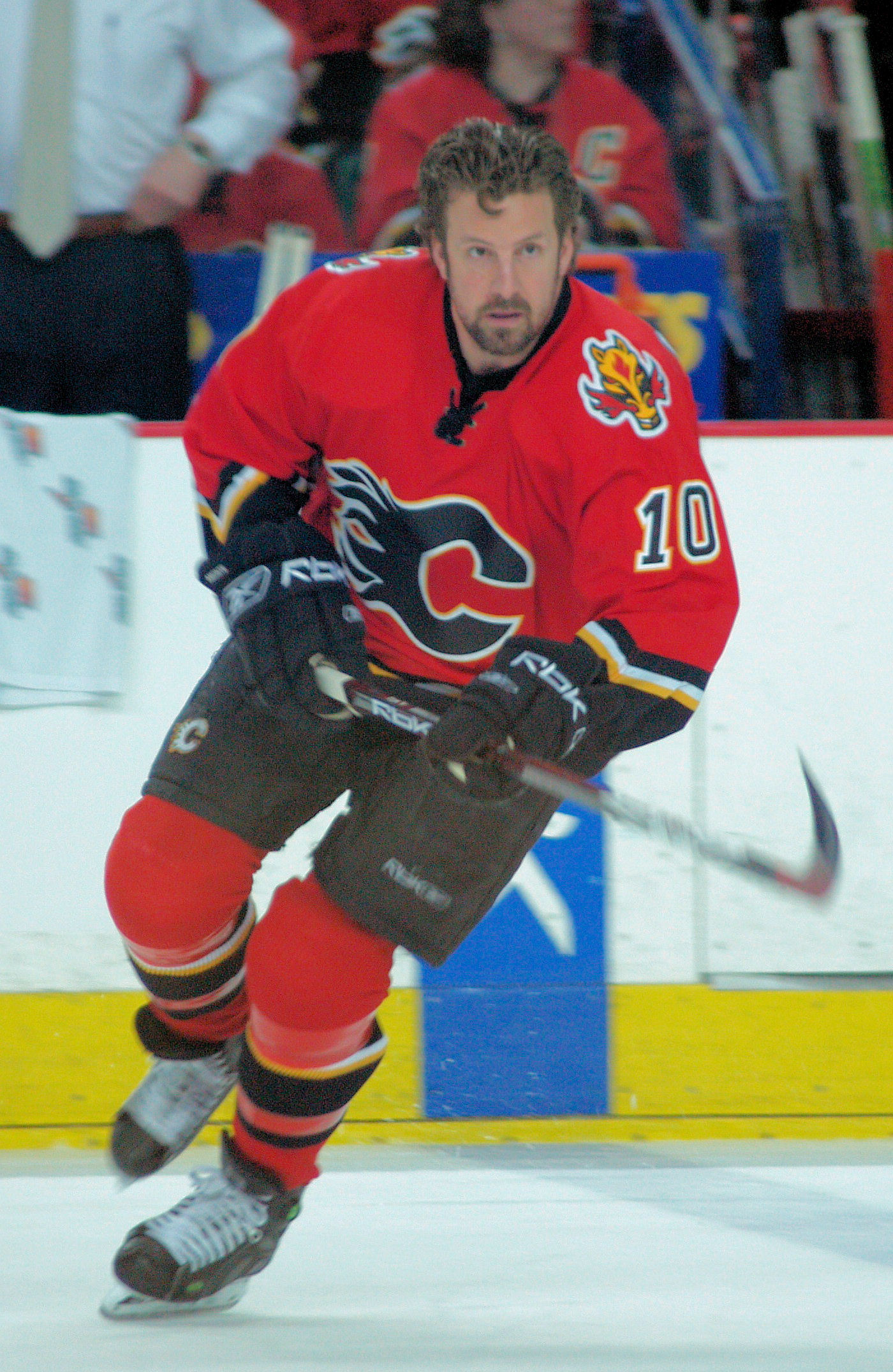
Tony Amonte wurde 2009 in die Hall of Fame aufgenommen

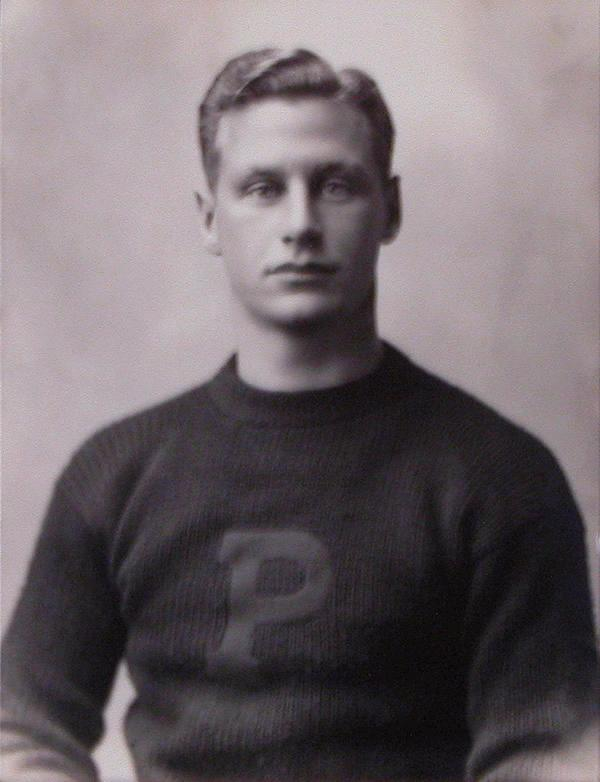
Hobey Baker war einer der 25 Erstaufnahmen im Jahr 1973

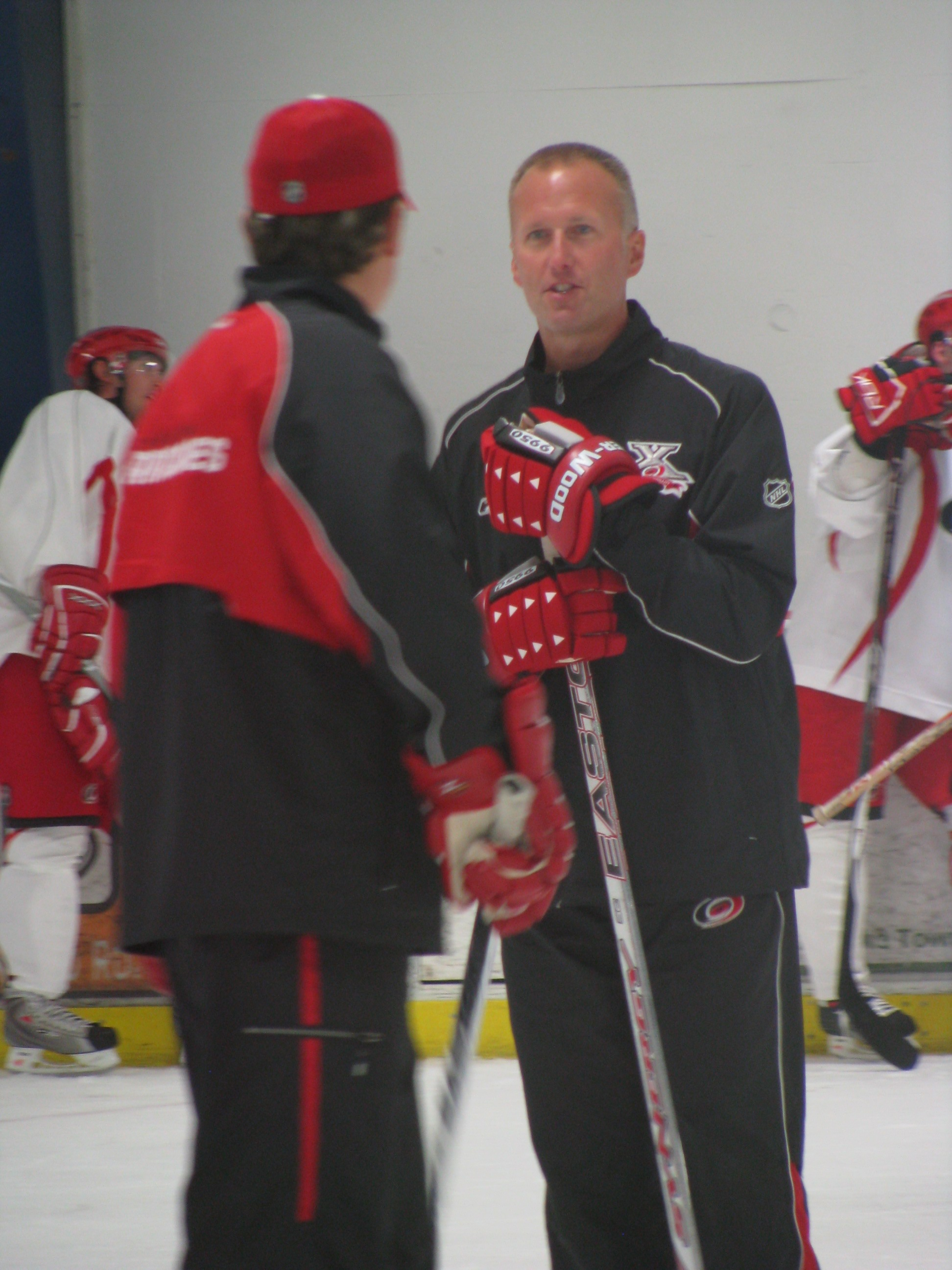
Tom Barrasso gewann zwei Stanley Cups mit den Pittsburgh Penguins

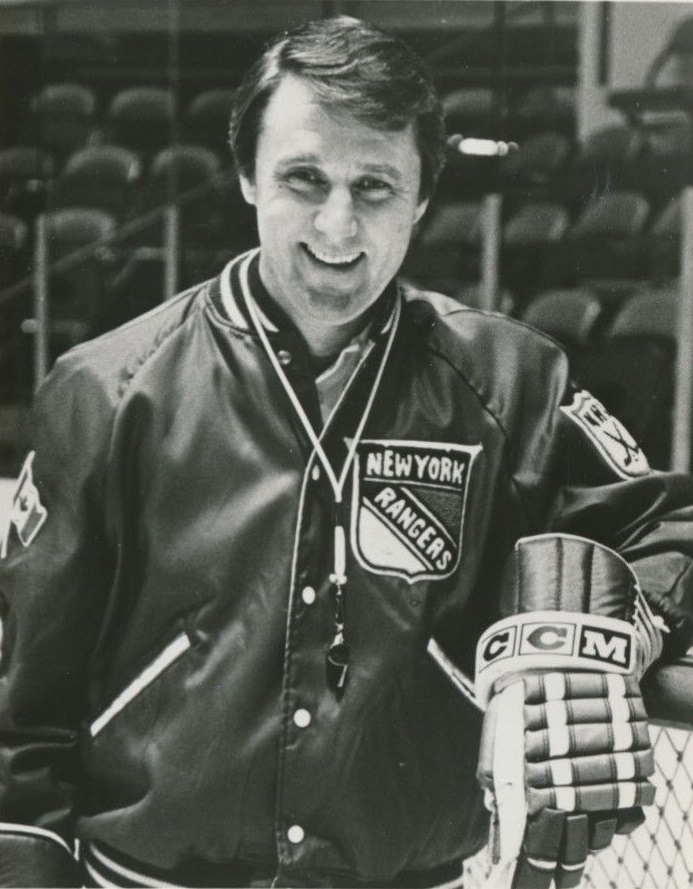
Herb Brooks wurde zehn Jahre nach dem größten Erfolg der US-amerikanischen Eishockey-Geschichte aufgenommen

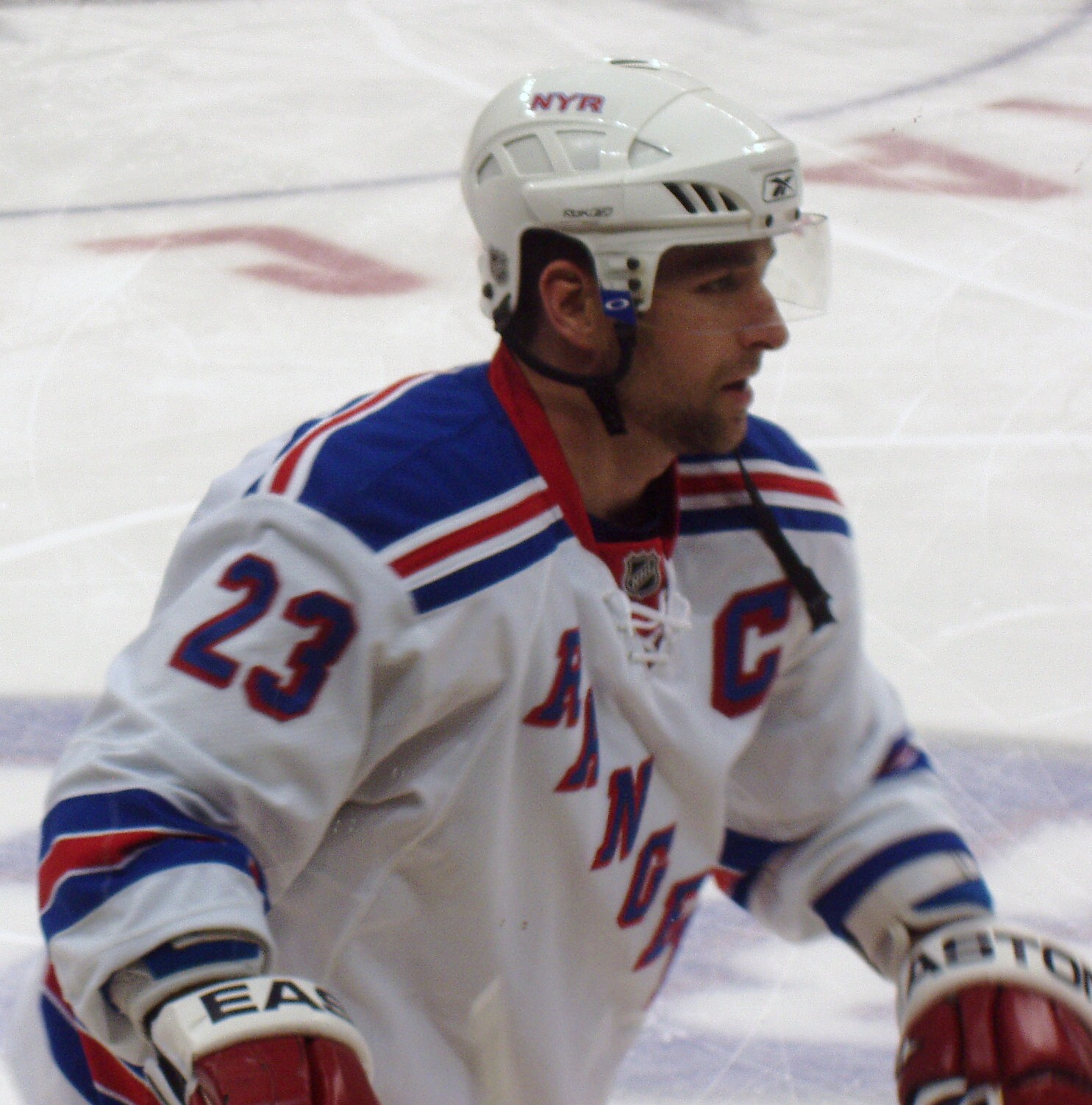
Chris Drury gewann zwei Silbermedaillen bei Olympischen Winterspielen

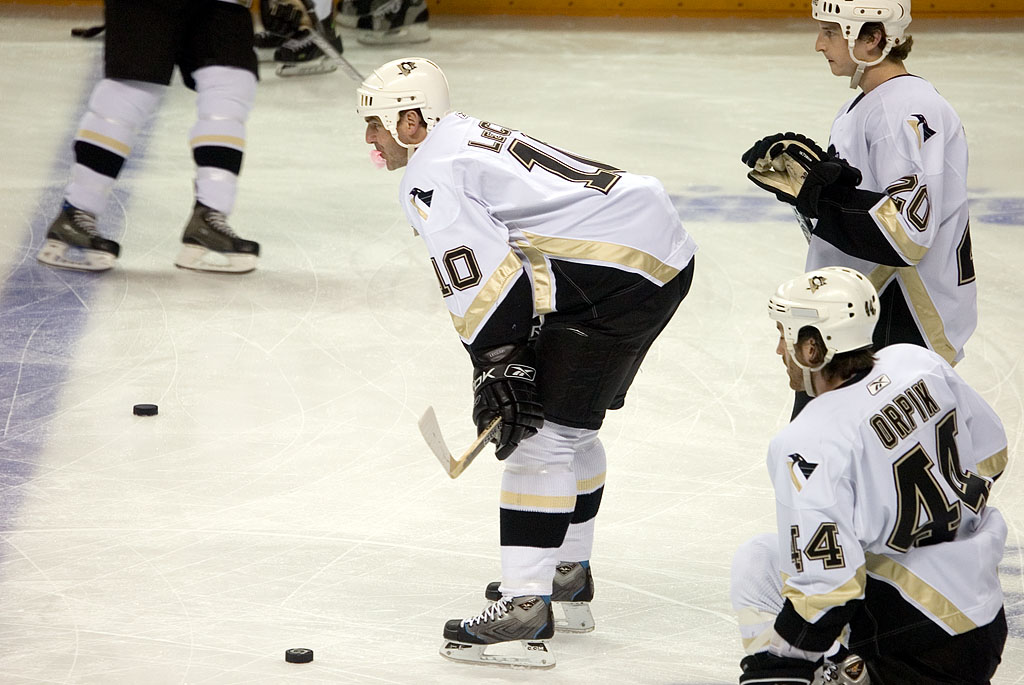
John LeClair (#10) war Teil der Hall-of-Fame-Klasse des Jahres 2009

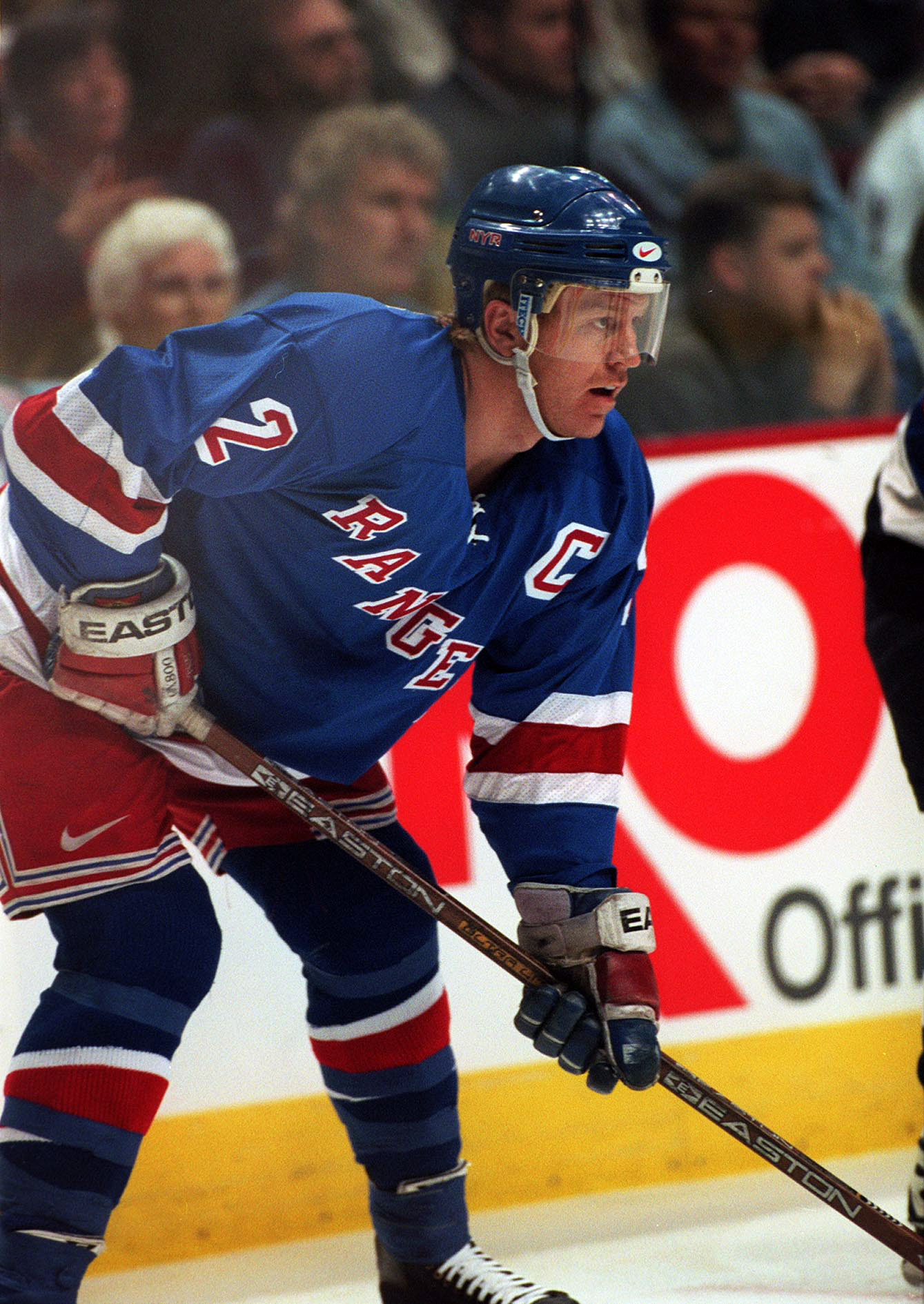
Brian Leetch war der erste US-Amerikaner, der die Conn Smythe Trophy gewann

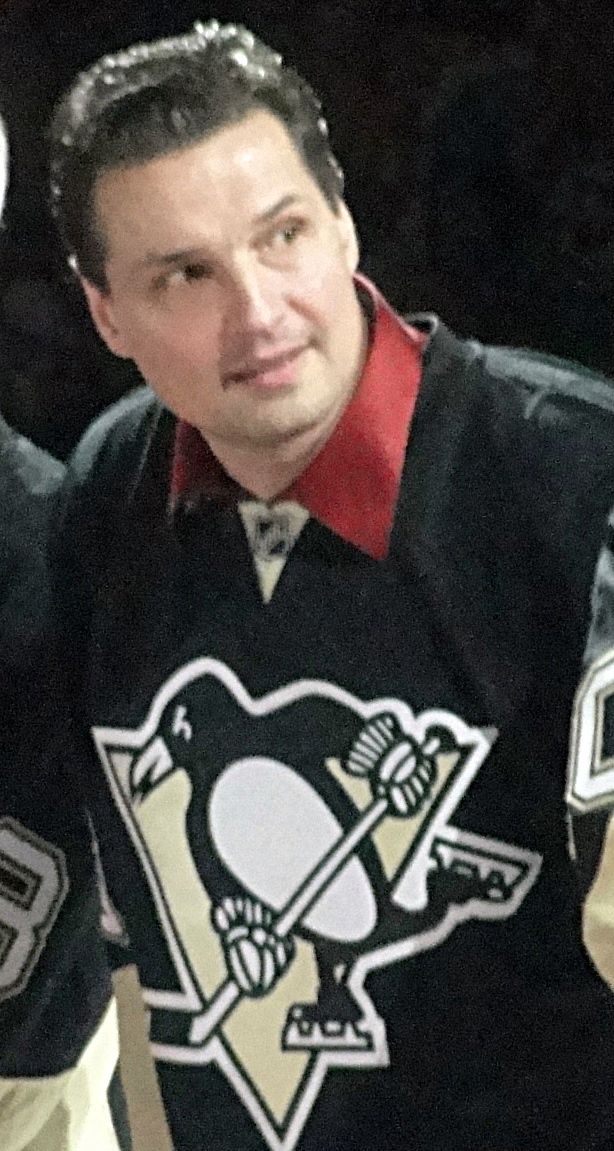
Eddie Olczyk gehörte zu den drei Neuaufnahmen des Jahres 2012

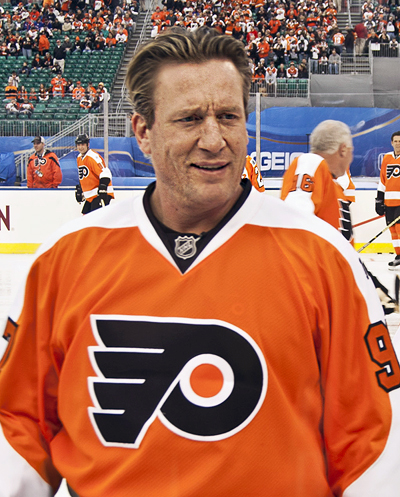
Jeremy Roenick ist seit 2010 Mitglied der Ruhmeshalle

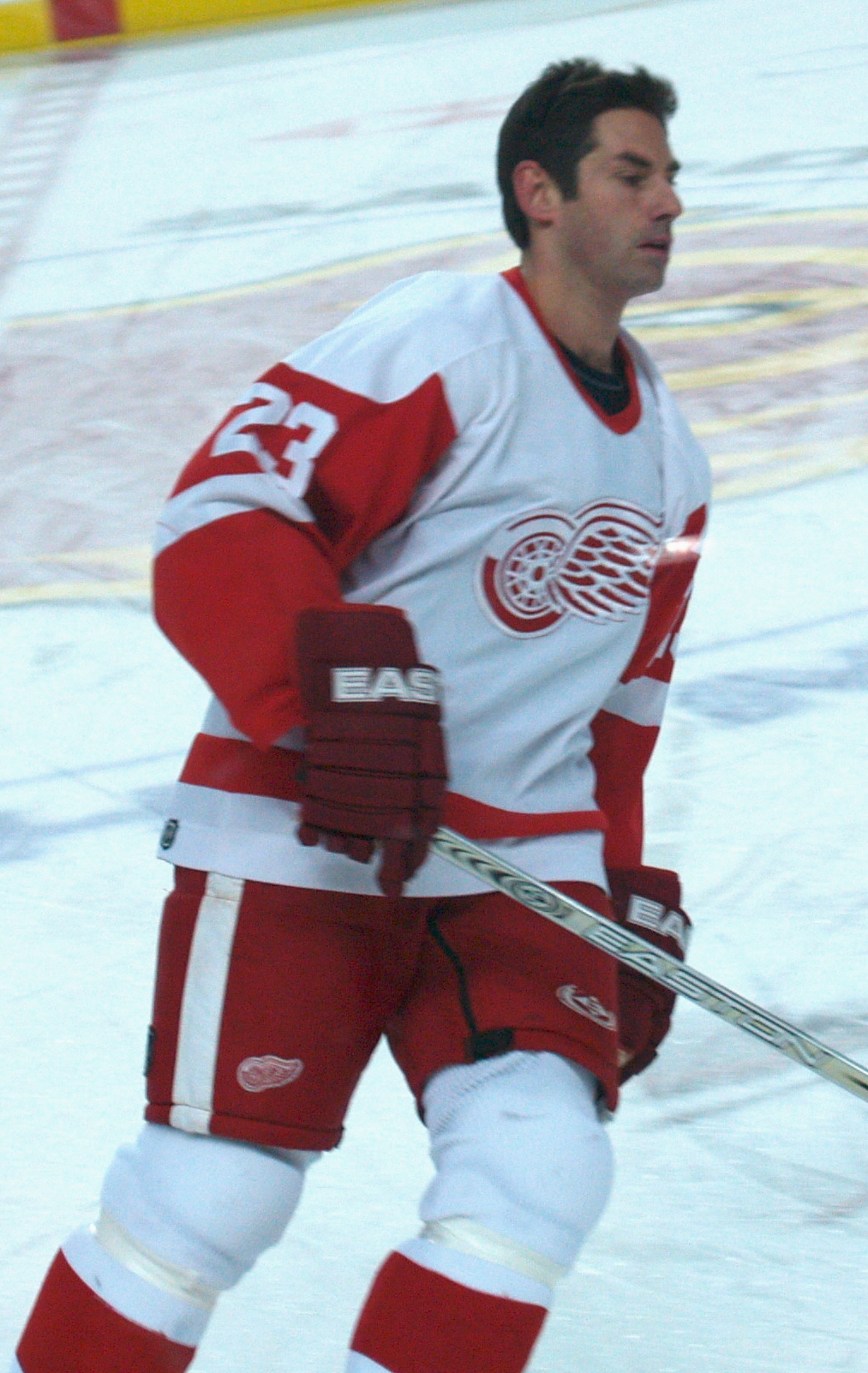
Mathieu Schneider ist sowohl als Einzelperson als auch als Teil der World-Cup-Teams von 1996 in die Hall of Fame aufgenommen worden

| Inhaltsverzeichnis A B C D E F G H I J K L M N O P Q R S T U V W X Y Z |

| Name                            | Aufnahmejahr | Geburtsstaat                 |
| ------------------------------- | ------------ | ---------------------------- |
| Olympiateam von 1960            | 2000         | —                            |
| Olympiateam von 1980            | 2003         | —                            |
| World-Cup-Team von 1996         | 2016         | —                            |
| Olympiateam der Frauen von 1998 | 2009         | —                            |
| Taffy Abel                      | 1973         | Michigan                     |
| Oscar Almquist                  | 1983         | Minnesota                    |
| Tony Amonte                     | 2009         | Massachusetts                |
| Hobey Baker                     | 1973         | Pennsylvania                 |
| Tom Barrasso                    | 2009         | Massachusetts                |
| Earl Bartholome                 | 1977         | North Dakota                 |
| Bill Belisle                    | 2016         | Rhode Island                 |
| Gordon „Red“ Berenson           | 2018         | Saskatchewan (Kanada)        |
| Art Berglund                    | 2010         | Ontario (Kanada)             |
| Amo Bessone                     | 1992         | Massachusetts                |
| Peter Bessone                   | 1978         | Massachusetts                |
| Gary Bettman                    | 2019         | New York                     |
| Dean Blais                      | 2020         | Minnesota                    |
| Louis Robert „Bob“ Blake        | 1985         | Wisconsin                    |
| Henry Boucha                    | 1995         | Minnesota                    |
| Frank Brimsek                   | 1973         | Minnesota                    |
| Milton „Curly“ Brink            | 2006         | Minnesota                    |
| Herbert „Herb“ Brooks           | 1990         | Minnesota                    |
| Aaron Broten                    | 2007         | Minnesota                    |
| Neal Broten                     | 2000         | Minnesota                    |
| Dustin Brown                    | 2023         | New York                     |
| George Brown                    | 1973         | Massachusetts                |
| Walter Brown (Sohn)             | 1973         | Massachusetts                |
| Brian Burke                     | 2023         | Rhode Island                 |
| Walter L. Bush, Jr.             | 1980         | Minnesota                    |
| Karyn Bye-Dietz                 | 2014         | Wisconsin                    |
| Bobby Carpenter                 | 2007         | Massachusetts                |
| Steve Cash                      | 2022         | Missouri                     |
| Joseph Cavanagh, Jr.            | 1994         | Rhode Island                 |
| Len Ceglarski                   | 1992         | Massachusetts                |
| William „Bill“ Chadwick         | 1974         | New York                     |
| Raymond Chaisson                | 1974         | Massachusetts                |
| John Chase                      | 1973         | Massachusetts                |
| Chris Chelios                   | 2011         | Illinois                     |
| Dave Christian                  | 2001         | Minnesota                    |
| Roger Christian                 | 1989         | Minnesota                    |
| William „Billy“ Christian       | 1984         | Minnesota                    |
| Keith „Huffer“ Christiansen     | 2005         | Ontario (Kanada)             |
| Donald „Don“ Clark              | 1978         | North Dakota                 |
| James Claypool                  | 1995         | Minnesota                    |
| Robert „Bob“ Cleary             | 1981         | Massachusetts                |
| William „Bill“ Cleary           | 1976         | Massachusetts                |
| Kevin Collins                   | 2017         | Massachusetts                |
| Anthony „Tony“ Conroy           | 1975         | Minnesota                    |
| Paul Coppo                      | 2004         | Michigan                     |
| Cindy Curley                    | 2013         | Massachusetts                |
| John Cunniff                    | 2003         | Massachusetts                |
| Mike „Lefty“ Curran             | 1998         | Minnesota                    |
| Carl „Cully“ Dahlstrom          | 1973         | Minnesota                    |
| Natalie Darwitz                 | 2018         | Minnesota                    |
| Ron DeGregorio                  | 2015         | New Hampshire                |
| Victor „Vic“ Desjardins         | 1974         | Michigan                     |
| Richard Desmond                 | 1988         | Massachusetts                |
| Robert „Bob“ Dill               | 1979         | Minnesota                    |
| Dick Dougherty                  | 2003         | Minnesota                    |
| Chris Drury                     | 2015         | Connecticut                  |
| Mike Emrick                     | 2011         | Indiana                      |
| Doug Everett                    | 1974         | Massachusetts                |
| Stan Fischler                   | 2021         | New York                     |
| Robert „Robbie“ Ftorek          | 1991         | Massachusetts                |
| James Fullerton                 | 1992         | Massachusetts                |
| Mark Fusco                      | 2002         | Massachusetts                |
| Scott Fusco                     | 2002         | Massachusetts                |
| Gary Gambucci                   | 2006         | Minnesota                    |
| Sergio „Serge“ Gambucci         | 1996         | Minnesota                    |
| John Garrison                   | 1973         | Massachusetts                |
| John „Jack“ Garrity             | 1986         | Massachusetts                |
| John „Doc“ Gibson               | 1973         | Ontario (Kanada)             |
| Brian Gionta                    | 2019         | New York                     |
| Francis „Moose“ Goheen          | 1973         | Minnesota                    |
| Malcolm Gordon                  | 1973         | Maryland                     |
| Wally Grant                     | 1994         | Minnesota                    |
| Cammi Granato                   | 2008         | Illinois                     |
| Tony Granato                    | 2020         | Illinois                     |
| Bill Guerin                     | 2013         | Massachusetts                |
| Francis „Austie“ Harding, Jr.   | 1975         | Massachusetts                |
| Ned Harkness                    | 1994         | Ontario (Kanada)             |
| Hago Harrington                 | 2018         | Massachusetts                |
| Derian Hatcher                  | 2010         | Michigan                     |
| Kevin Hatcher                   | 2010         | Michigan                     |
| Neal Henderson                  | 2019         | New Brunswick (Kanada)       |
| Victor Heyliger                 | 1974         | Massachusetts                |
| Paul Holmgren                   | 2021         | Minnesota                    |
| Charles „Charlie“ Holt          | 1997         | Massachusetts                |
| Phil Housley                    | 2004         | Minnesota                    |
| Mark Howe                       | 2003         | Michigan                     |
| Brett Hull                      | 2008         | Ontario (Kanada)             |
| Stewart Iglehart                | 1975         | Región de Valparaíso (Chile) |
| Willard Ikola                   | 1990         | Minnesota                    |
| Mike Ilitch                     | 2004         | Michigan                     |
| Craig Janney                    | 2016         | Connecticut                  |
| William „Bill“ Jennings         | 1981         | New York                     |
| Edward J. Jeremiah              | 1973         | Massachusetts                |
| Jim Johannson                   | 2022         | Minnesota                    |
| Mark Johnson                    | 2004         | Minnesota                    |
| Paul Johnson                    | 2001         | Minnesota                    |
| Robert „Badger Bob“ Johnson     | 1991         | Minnesota                    |
| Virgil Johnson                  | 1974         | Minnesota                    |
| Frank „Nick“ Kahler             | 1980         | Michigan                     |
| Mike Karakas                    | 1973         | Minnesota                    |
| Peter Karmanos, Jr.             | 2013         | Michigan                     |
| John „Jack“ Kelley              | 1993         | Massachusetts                |
| John „Snooks“ Kelley            | 1974         | Massachusetts                |
| Katie King Crowley              | 2023         | New Hampshire                |
| John „Jack“ Kirrane             | 1987         | Massachusetts                |
| Pat LaFontaine                  | 2003         | Massachusetts                |
| Lou Lamoriello                  | 2012         | Rhode Island                 |
| Jocelyne Lamoureux              | 2022         | North Dakota                 |
| Monique Lamoureux               | 2022         | North Dakota                 |
| Myles Lane                      | 1973         | Massachusetts                |
| Jamie Langenbrunner             | 2023         | Minnesota                    |
| David Langevin                  | 1993         | Minnesota                    |
| Rod Langway                     | 1999         | Taipeh (Republik China)      |
| Reed Larson                     | 1996         | Minnesota                    |
| John LeClair                    | 2009         | Vermont                      |
| Brian Leetch                    | 2008         | Texas                        |
| Joe Linder                      | 1975         | Michigan                     |
| Tom Lockhart                    | 1973         | New York                     |
| Sam LoPresti                    | 1973         | Minnesota                    |
| Lane MacDonald                  | 2005         | Oklahoma                     |
| John MacInnes                   | 2007         | Ontario (Kanada)             |
| John Mariucci                   | 1973         | Minnesota                    |
| Ron Mason                       | 2013         | Ontario (Kanada)             |
| Calvin „Cal“ Marvin             | 1982         | Minnesota                    |
| John Matchefts                  | 1991         | Minnesota                    |
| Bruce Mather                    | 1998         | Massachusetts                |
| John Mayasich                   | 1976         | Minnesota                    |
| John „Jack“ McCartan            | 1983         | Minnesota                    |
| Peter McNab                     | 2021         | British Columbia (Kanada)    |
| Mike Milbury                    | 2006         | Massachusetts                |
| Ryan Miller                     | 2022         | Michigan                     |
| Mike Modano                     | 2012         | Michigan                     |
| William „Bill“ Moe              | 1974         | Massachusetts                |
| Ken Morrow                      | 1995         | Michigan                     |
| Fred Moseley, Jr.               | 1975         | Massachusetts                |
| Joe Mullen                      | 1998         | New York                     |
| Brian Murphy                    | 2023         | New Hampshire                |
| Hugh „Muzz“ Murray              | 1987         | Michigan                     |
| George Nagobads                 | 2010         | Michigan                     |
| Lou Nanne                       | 1998         | Ontario (Kanada)             |
| Hubert „Hub“ Nelson             | 1978         | Minnesota                    |
| William „Bill“ Nyrop            | 1997         | Washington, D.C.             |
| Eddie Olczyk                    | 2012         | Illinois                     |
| Edward „Eddie“ Olson            | 1977         | Michigan                     |
| George Owen                     | 1973         | Ontario (Kanada)             |
| Doug Palazzari                  | 2000         | Minnesota                    |
| Winthrop „Ding“ Palmer          | 1973         | Connecticut                  |
| Robert „Bob“ Paradise           | 1989         | Minnesota                    |
| Jack Parker                     | 2017         | Massachusetts                |
| Craig Patrick                   | 1996         | Michigan                     |
| Larry Pleau                     | 2000         | Massachusetts                |
| John „Connie“ Pleban            | 1990         | Massachusetts                |
| David Poile                     | 2018         | Ontario (Kanada)             |
| Jenny Potter                    | 2020         | Minnesota                    |
| Clifford „Fido“ Purpur          | 1974         | North Dakota                 |
| Brian Rafalski                  | 2014         | Michigan                     |
| Mike Ramsey                     | 2001         | Minnesota                    |
| Mike Richter                    | 2008         | Pennsylvania                 |
| Robert Ridder, Sr.              | 1976         | New York                     |
| Joe Riley                       | 2002         | Massachusetts                |
| John „Jack“ Riley, Jr.          | 1979         | Massachusetts                |
| William „Bill“ Riley            | 1977         | Massachusetts                |
| Gordie Roberts                  | 1999         | Michigan                     |
| Maurice „Moe“ Roberts           | 2005         | Connecticut                  |
| Jeremy Roenick                  | 2010         | Massachusetts                |
| Elwin „Doc“ Romnes              | 1973         | Minnesota                    |
| Richard „Dick“ Rondeau          | 1985         | Rhode Island                 |
| Lawrence „Larry“ Ross           | 1988         | Minnesota                    |
| Angela Ruggiero                 | 2015         | Kalifornien                  |
| Mathieu Schneider               | 2015         | New York                     |
| Charles Schulz                  | 1993         | Minnesota                    |
| Jeff Sauer                      | 2014         | Wisconsin                    |
| Timothy Sheehy                  | 1997         | Ontario (Kanada)             |
| Ben Smith                       | 2017         | Massachusetts                |
| Ed Snider                       | 2011         | Washington, D.C.             |
| William „Bill“ Stewart          | 1982         | Massachusetts                |
| Paul Stewart                    | 2018         | Massachusetts                |
| Gary Suter                      | 2011         | Wisconsin                    |
| Tim Thomas                      | 2019         | Michigan                     |
| Cliff Thompson                  | 1973         | Massachusetts                |
| Keith Tkachuk                   | 2011         | Massachusetts                |
| William Thayer Tutt             | 1973         | Kalifornien                  |
| Harold „Hal“ Trumble            | 1985         | Minnesota                    |
| Lou Vairo                       | 2014         | New York                     |
| John Vanbiesbrouck              | 2007         | Michigan                     |
| Sid Watson                      | 1999         | Massachusetts                |
| Doug Weight                     | 2013         | Michigan                     |
| Krissy Wendell                  | 2019         | Minnesota                    |
| Thomas „Tommy“ Williams         | 1981         | Minnesota                    |
| Murray Williamson               | 2005         | Manitoba (Kanada)            |
| Ron Wilson                      | 2017         | Ontario (Kanada)             |
| Alfred „Ralph“ Winsor           | 1973         | Massachusetts                |
| Frank „Coddy“ Winters           | 1973         | Minnesota                    |
| William Wirtz                   | 1984         | Illinois                     |
| Doug Woog                       | 2002         | Minnesota                    |
| Lyle Wright                     | 1973         | Manitoba (Kanada)            |
| Kenneth „Ken“ Yackel            | 1986         | Minnesota                    |
| Jerry York                      | 2020         | Massachusetts                |
| Scott Young                     | 2017         | Massachusetts                |
| Frank Zamboni                   | 2009         | Utah                         |